# Nazan Akın
Nazan Akın (Diyarbakır, 1 de octubre de 1983) es una deportista turca que compitió en judo adaptado. Ganó dos medallas en los Juegos Paralímpicos de Verano, plata en Londres 2012 y bronce en París 2024.

## Palmarés internacional
| Juegos Paralímpicos | Juegos Paralímpicos   | Juegos Paralímpicos | Juegos Paralímpicos |
| Año                 | Lugar                 | Medalla             | Categoría           |
| ------------------- | --------------------- | ------------------- | ------------------- |
| 2012                | Londres (Reino Unido) | Medalla de plata    | +70 kg              |
| 2024                | París (Francia)       | Medalla de bronce   | +70 kg J1           |